# Uula Laakso
Uula Allan Laakso, född 10 november 1949 i Rovaniemi, Finland, är en finländsk skådespelare.

## Filmografi (urval)
- 1980 – Här kommer vi, livet
- 1992 – Krigarens hjärta
- 2003 – Rio ja Tinto (TV)